# Richard Cromwell (Schauspieler)

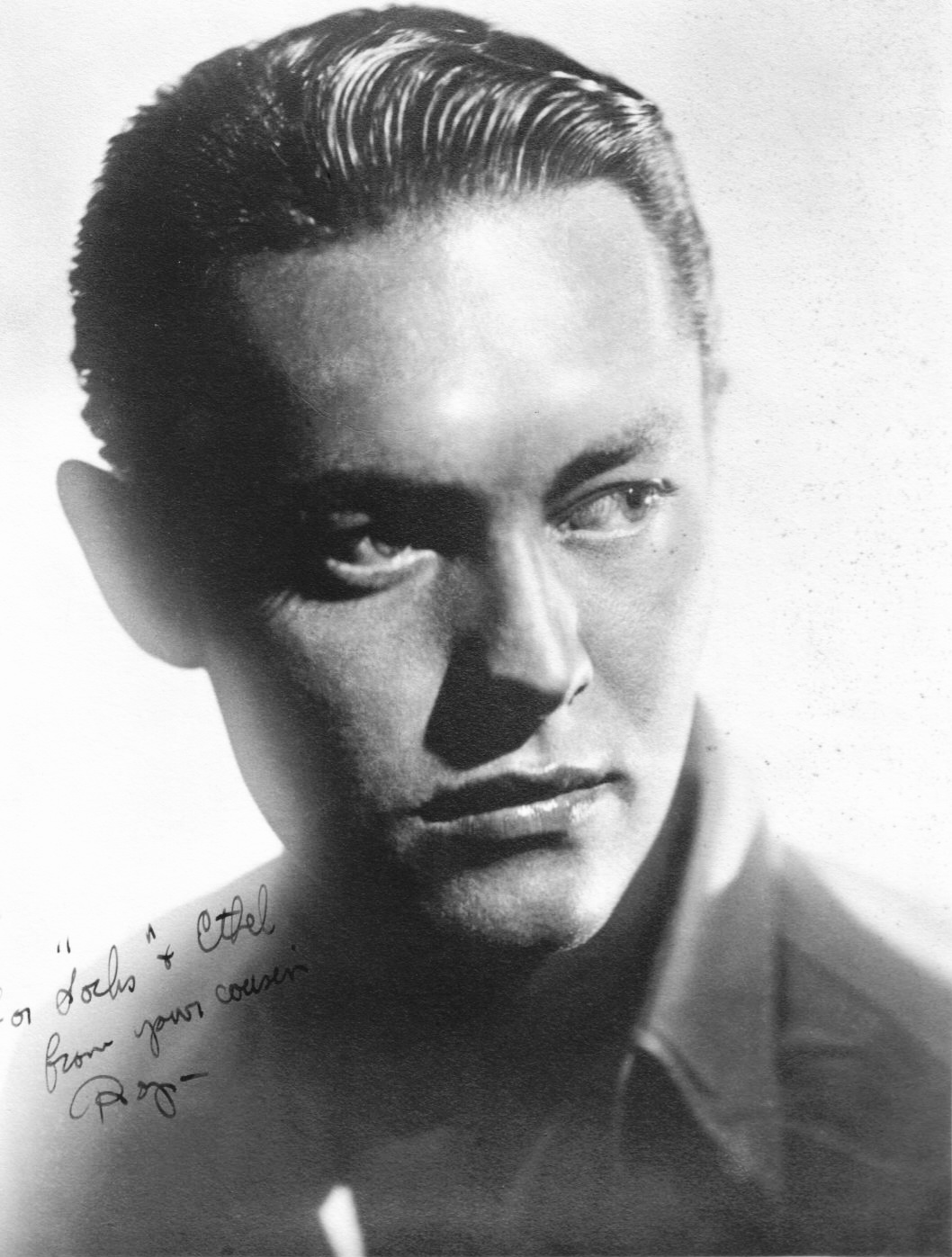
Richard Cromwell (um 1933)

Richard „Dick“ Cromwell (* 8. Januar 1910 in Long Beach, Kalifornien als LeRoy Melvin Radabaugh; † 11. Oktober 1960 in Hollywood, Kalifornien) war ein US-amerikanischer Schauspieler und Künstler.

## Leben und Karriere
Richard Cromwell wurde als zweites von fünf Kindern unter dem Namen LeRoy Melvin Radabaugh geboren, den er für seine Schauspielkarriere ablegte. Sein Vater Ralph, ein Erfinder, starb 1918 an der Spanischen Grippe. Als Jugendlicher besuchte er das Chouinard Art Institute, ein Vorläufer des California Institute of the Arts. Er eröffnete Ende der 1920er-Jahre einen kleinen Kunstladen und fertigte dort Masken und Ölgemälde an. Der gutaussehende Cromwell knüpfte Kontakte zu damaligen Filmstars wie Greta Garbo, Joan Crawford und Tallulah Bankhead, die er auch teilweise in seinen Gemälden und Masken verewigte. Durch sie fand er seinen Weg in die Filmindustrie. Sein erster Film war eine Statistenrolle in Der Jazzkönig (1930). In seinem zweiten Film Tol’able David erhielt Cromwell noch im selben Jahr die Hauptrolle. Er erhielt gute Kritiken, galt als kommender Star in Hollywood und wurde etwa ins Weiße Haus zu Präsident Herbert Hoover eingeladen.
In den folgenden Jahren spielte Cromwell einige Hauptrollen in kleineren Filmen, häufig in jugendlichen, etwas sensiblen Rollen. Leslie Halliwell bezeichnete ihn später als den „freundlichen Helden des frühen Tonfilms“. Cromwells Freundin Marie Dressler sorgte dafür, dass er im Jahre 1932 eine Hauptrolle in Emma, die Perle neben ihr erhielt. In diesem und auch in vielen weiteren Filmen ereilten Cromwells Figuren dabei tragische Schicksale. Im folgenden Jahr spielte er die männliche Hauptrolle in Clara Bows letztem Film Hoop-La. 1935 übernahm er eine große Rolle im Abenteuerfilm Bengali, welcher für sieben Oscars nominiert wurde. Cromwell spielte darin den von Aufständischen gefolterten Sohn eines hohen Offiziers, der seinen Sohn nicht retten will, um seine Unbefangenheit zu demonstrieren. Bald darauf erhielt Cromwells Karriere einen Knick: er wollte künstlerische Unabhängigkeit und nicht von den damals für Schauspieler üblichen Studioverträgen abhängig sein, weshalb er trotz guter Kritiken immer weniger Rollen erhielt. Im Herbst 1936 spielte er am Broadway im Stück So Proudly We Hail. Ebenfalls war er als Sprecher im Radio tätig.
Seine letzten wirklich bedeutenden Filmrollen verkörperte Cromwell an der Seite von Henry Fonda in Jezebel – Die boshafte Lady (1938) und Der junge Mr. Lincoln (1939). Im Jahre 1943 beendete er seine Filmkarriere nach 39 Filmen und diente bei der United States Coast Guard im Zweiten Weltkrieg. 1945 heiratete er die 19-jährige Angela Lansbury, aber schon nach neun Monaten wurde die Ehe geschieden – der Grund hierfür war seine vor der Öffentlichkeit geheim gehaltene Homosexualität, von der auch Lansbury vor der Eheschließung nichts gewusst hatte. Tatsächlich war Cromwell ein aktives Mitglied der Schwulenszene in Hollywood. Lansbury und Cromwell blieben gute Freunde für den Rest seines Lebens, sie beschrieb ihn später als „charmant mit einer guten Kenntnis über Jazzmusik“.
1948 misslang Richard Cromwell ein Comeback als Filmschauspieler mit einer Rolle im Mysteryfilm Bungalow 13. Wenig später eröffnete er ein Kunststudio, mit welchem er beachtlichen Erfolg verzeichnen konnte. Er blieb der Schauspielerei am Theater verbunden. 1960 versuchte er ein zweites Comeback im Filmgeschäft mit einer Nebenrolle im Drama The Little Shepherd of Kingdom Come, doch er war bereits zu krank um die Rolle anzutreten und wurde durch Chill Wills ersetzt. Richard Cromwell, der über viele Jahre ein starker Raucher war und zeitweise Werbung für Lucky Strike machte, verstarb im Alter von nur 50 Jahren an Leberkrebs. Er liegt in Santa Ana begraben. Für seine Verdienste um die Filmindustrie hat Cromwell einen Stern auf dem Hollywood Walk of Fame (1627 Vine Street).

## Filmografie
- 1930: Der Jazzkönig (King of Jazz)
- 1930: Tol’able David
- 1931: Fifty Fathoms Deep
- 1931: Shanghaied Love
- 1931: Maker of Men
- 1932: Emma, die Perle (Emma)
- 1932: The Strange Love of Molly Louvain
- 1932: Tom Brown of Culver
- 1932: The Age of Consent
- 1932: That’s My Boy
- 1933: Revolution der Jugend (This Day and Age)
- 1933: Hoop-La
- 1933: Above the Clouds
- 1934: Carolina
- 1934: The Most Precious Thing in Life
- 1934: Name the Woman
- 1934: Among the Missing
- 1934: When Strangers Meet
- 1935: Bengali (The Lives of a Bengal Lancer)
- 1935: McFadden’s Flats
- 1935: Life Begins at Forty
- 1935: Men of the Hour
- 1935: Unknown Woman
- 1935: Sein letztes Kommando (Annapolis Farewell)
- 1936: Poppy
- 1937: Our Fighting Navy
- 1937: The Road Back
- 1937: The Wrong Road
- 1938: Jezebel – Die boshafte Lady (Jezebel)
- 1938: Come On, Leathernecks!
- 1938: Storm Over Bengal
- 1939: Der junge Mr. Lincoln  (Young Mr. Lincoln)
- 1940: Village Barn Dance
- 1940: Enemy Agent
- 1940: The Villain Still Pursued Her
- 1941: Parachutte Battalion
- 1941: Riot Squat
- 1942: Baby Face Morgan
- 1943: Cosmo Jones, Crime Smasher
- 1948: Bungalow 13